# Mishima (Shizuoka)
Mishima (japanisch 三島市, -shi) ist eine Stadt auf der Izu-Halbinsel in der Präfektur Shizuoka in Japan.
Der japanische Erzähler Hiraoka Kimitake nannte sich nach dieser Stadt Mishima Yukio.

## Geographie
Ihre Bevölkerung wächst stetig, seitdem der Shinkansen es erlaubt, in etwa einer Stunde ins rund 100 km entfernte Tokio zu pendeln.

## Geschichte
Unter dem Ritsuryō-System der Nara-Zeit wurde Mishima zur Hauptstadt der Provinz Izu. Danach war die Stadt eine Poststation (宿場町 Shukuba-machi) der Tōkaidō während der Edo-Zeit. An dem Ort befindet sich der Mishima-Schrein.
Mishima wurde am 29. April 1941 zur Stadt. Heute beherbergt die Stadt Industriezweige. Das „National Institute of Genetics“ befindet sich dort.

## Verkehr
Am Bahnhof Mishima halten Züge von JR Central sowohl auf der Schnellfahrstrecke Tōkaidō-Shinkansen als auch auf der Tōkaidō-Hauptlinie, die beide Tokio mit Osaka verbinden. Ebenso ist Mishima die Endstation der Sunzu-Linie der Bahngesellschaft Izuhakone Tetsudō nach Shuzenji. Auf der Straße ist Mishima über die Tōmei-Autobahn erreichbar, ebenso über die Nationalstraße 1 und die Nationalstraße 136. Von 1906 bis 1963 verkehrte die Straßenbahn nach Numazu.

## Städtepartnerschaft
- Pasadena, Kalifornien seit 24. Juli 1957

## Söhne und Töchter der Stadt
- Makoto Ōoka (1931–2017), Lyriker und Literaturwissenschaftler
- Naohiro Takahara (* 1979), Fußballspieler
- Shōhei Matsunaga (* 1989), Fußballspieler
- Kyōhei Uchida (* 1992), Fußballspieler
- Seiya Niizeki (* 1999), Fußballspieler
- Yūta Taki (* 1999), Fußballspieler

## Weblinks

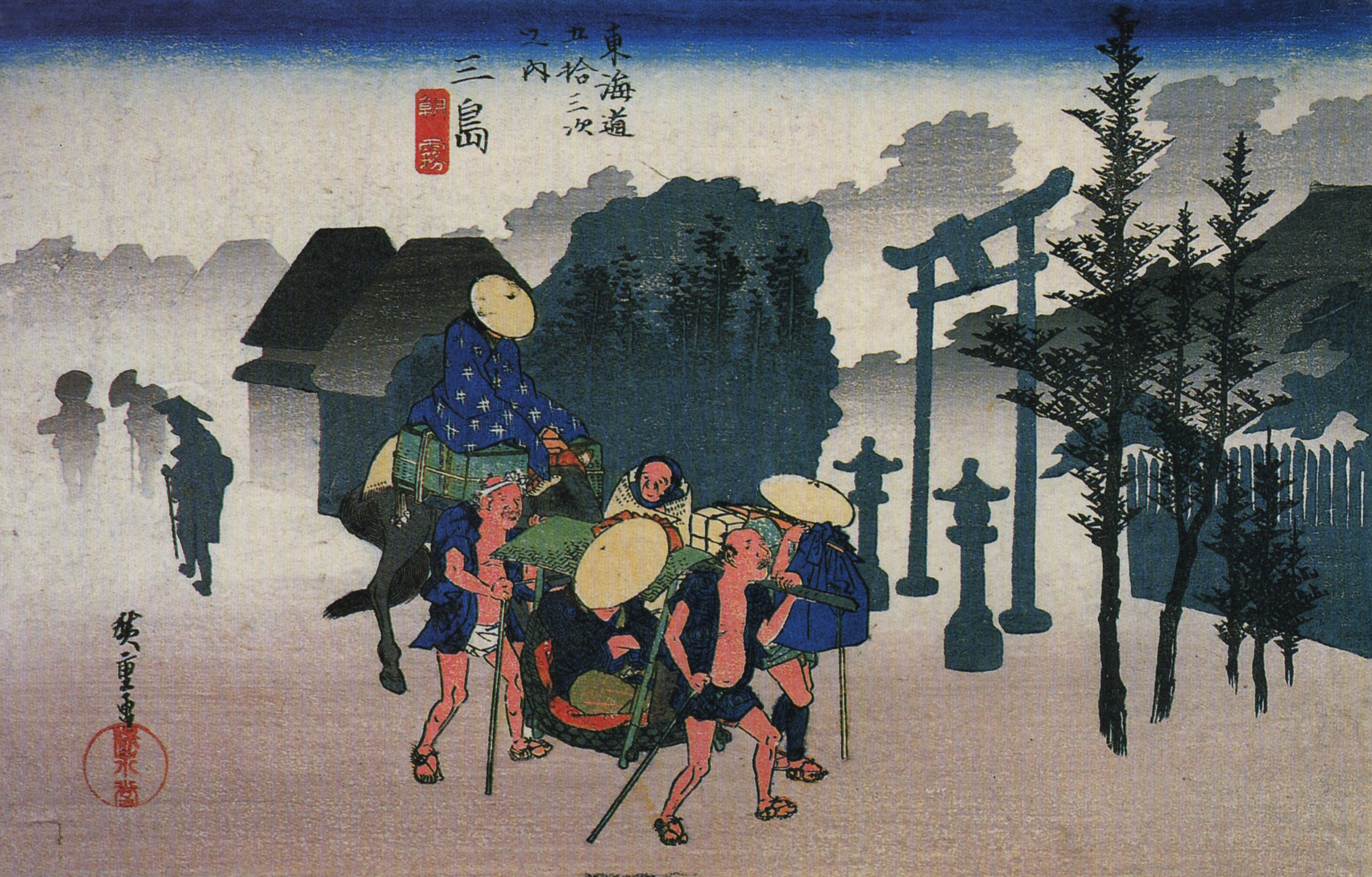
Mishima, Farbholzschnitt von Hiroshige in der Serie Die 53 Stationen des Tōkaidō (Hoeidō-Ausgabe), um 1835

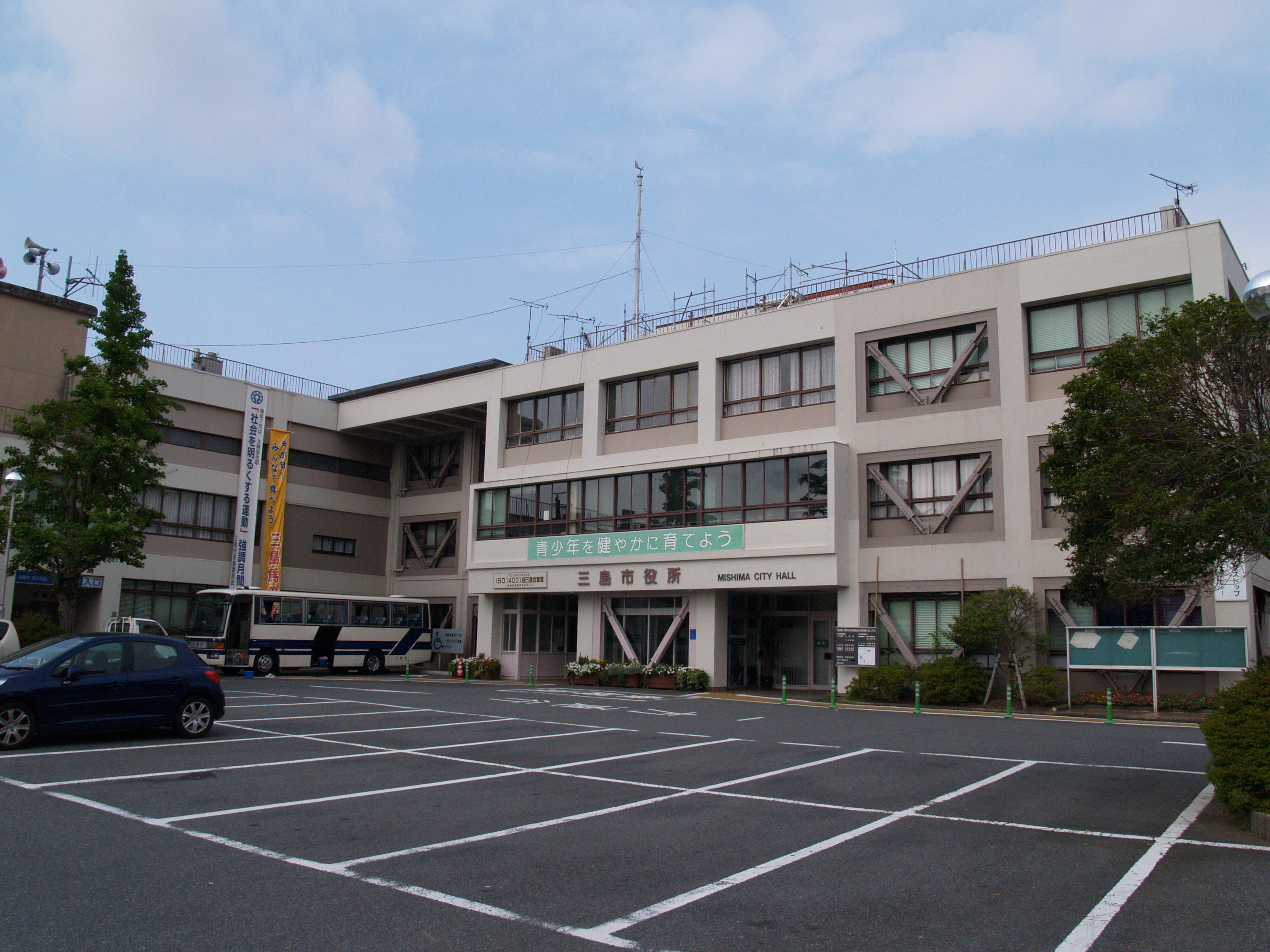
Rathaus

## Angrenzende Städte und Gemeinden
- Präfektur Shizuoka
  - Numazu
  - Susono
  - Nagaizumi
  - Kannami
  - Shimizu
- Präfektur Kanagawa
  - Hakone